# 1900年パリオリンピックのデンマーク選手団
1900年パリオリンピックのデンマーク選手団（1900ねんパリオリンピックのデンマークせんしゅだん）は、1900年5月14日から10月28日にかけてフランスの首都パリで開催された1900年パリオリンピックのデンマーク選手団、およびその競技結果。

## 概要
今大会は金メダル1個、銀メダル3個、銅メダル2個の合計6個のメダルを獲得した。

## メダル
| メダル | 選手名               | 競技 | 種目     |
| ------ | -------------------- | ---- | -------- |
| 銅     | エルンスト・シュルツ | 陸上 | 男子400m |